# Jackie Lane
Jackie Lane (Manchester, 10 luglio 1947 – Londra, 23 giugno 2021) è stata un'attrice britannica.

## Carriera
Divenne famosa interpretando il ruolo di Dorothea Chaplet nella serie televisiva fantascientifica Doctor Who.
In seguito lavorò come agente teatrale per attori quali Tom Baker e Janet Fielding.

## Filmografia
- The Caucasian Chalk Circle – miniserie TV, 3 episodi (1962)
- Compact – serie TV, 9 episodi (1963)
- Coronation Street – serie TV, 1 episodio (1964)
- The Protectors – serie TV, episodio 1x10 (1964)
- The Villains – serie TV, 2 episodi (1964-1965)
- Doctor Who – serie TV, 19 episodi (1966)